# Conus planicostatus
Conus planicostatus é uma espécie de gastrópode do gênero Conus, pertencente à família Conidae.